# Эттеншлаг
Эттеншла́г (фр. Hettenschlag) — коммуна на северо-востоке Франции в регионе Гранд-Эст (бывший Эльзас — Шампань — Арденны — Лотарингия), департамент Верхний Рейн, округ Кольмар — Рибовилле, кантон Энсисем. До марта 2015 года коммуна административно входила в состав упразднённого кантона Нёф-Бризак (округ Кольмар).
Площадь коммуны — 7,71 км², население — 323 человека (2006) с тенденцией к росту: 337 человек (2012), плотность населения — 43,7 чел/км².

## Население
Численность населения коммуны в 2011 году составляла 338 человек, а в 2012 году — 337 человек.
| 1962 | 1968 | 1975 | 1982 | 1990 | 1999 | 2006 | 2008 | 2011 | 2012 |
| ---- | ---- | ---- | ---- | ---- | ---- | ---- | ---- | ---- | ---- |
| 203  | 200  | 207  | 223  | 246  | 287  | 323  | 333  | 338  | 337  |

Динамика населения:

## Экономика
В 2010 году из 246 человек трудоспособного возраста (от 15 до 64 лет) 200 были экономически активными, 46 — неактивными (показатель активности 81,3 %, в 1999 году — 75,3 %). Из 200 активных трудоспособных жителей работали 187 человек (101 мужчина и 86 женщин), 13 числились безработными (7 мужчин и 6 женщин). Среди 46 трудоспособных неактивных граждан 18 были учениками либо студентами, 20 — пенсионерами, а ещё 8 — были неактивны в силу других причин.
На протяжении 2011 года в коммуне числилось 118 облагаемых налогом домохозяйств, в которых проживало 329,5 человек. При этом медиана доходов составила 23842 евро на одного налогоплательщика.

## Достопримечательности (фотогалерея)

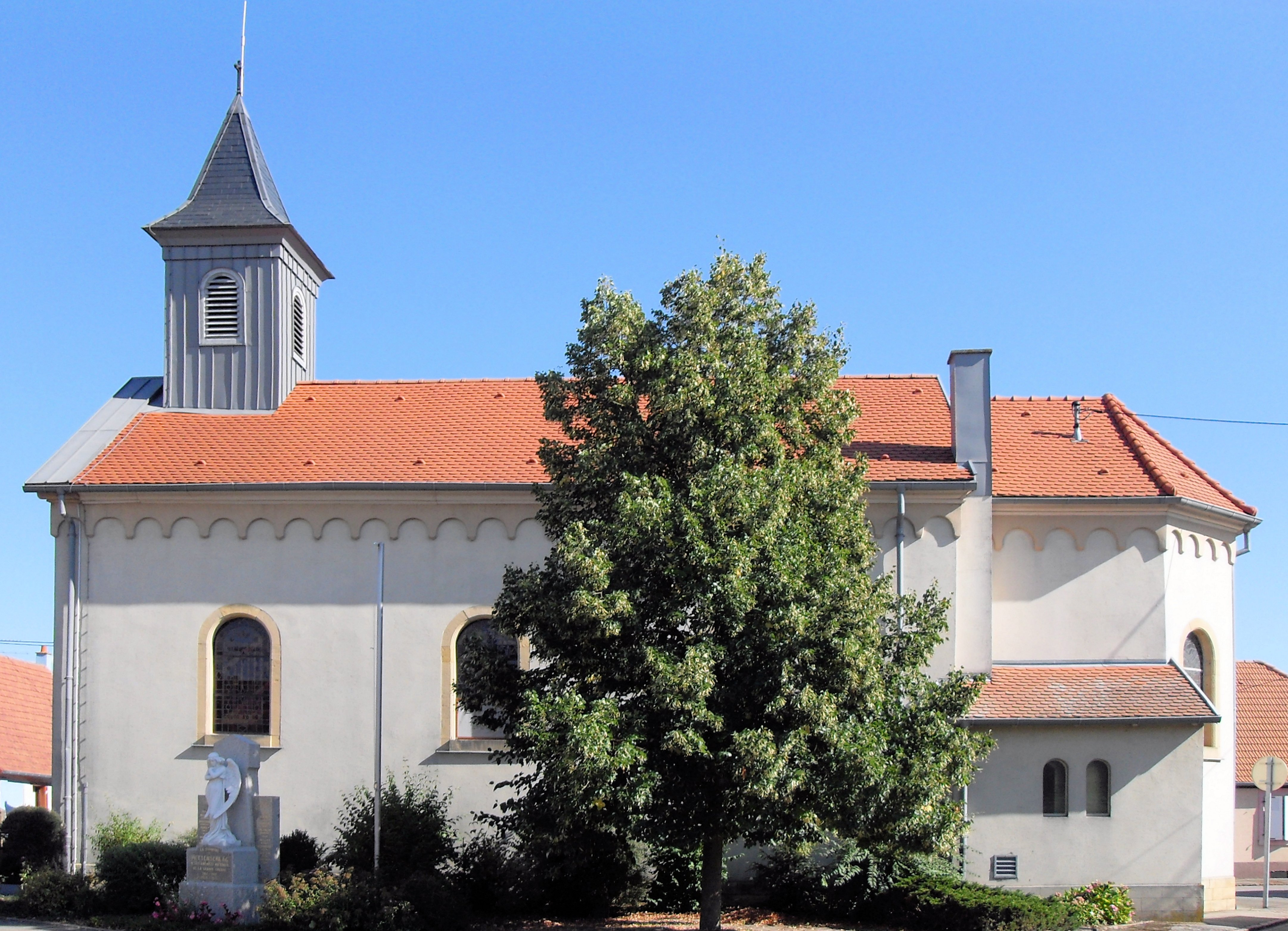
Церковь